# Liste der Wappen im Kreis Unna
Diese Liste beinhaltet alle in der Wikipedia gelisteten Wappen der Städte, Gemeinden sowie ehemals selbständiger Gemeinden im Kreis Unna in Nordrhein-Westfalen. Alle Städte, Gemeinden und Kreise in Nordrhein-Westfalen führen ein Wappen. Sie sind über die Navigationsleiste am Ende der Seite erreichbar.

## Kreis Unna

Wappen des Kreises Unna
Der Kreis Unna in Nordrhein-Westfalen
Lage des Kreises Unna in Deutschland

## Wappen der Städte und Gemeinden

Stadt Bergkamen
Gemeinde Bönen
Stadt Fröndenberg/Ruhr
Gemeinde Holzwickede
Stadt Kamen
Stadt Lünen
Stadt Schwerte
Stadt Selm
Kreisstadt Unna
Stadt Werne

- Stadt
Bergkamen[2]
- Gemeinde
Bönen[3]
- Stadt
Fröndenberg/Ruhr[4]
- Gemeinde
Holzwickede[5]
- Stadt
Kamen[6]
- Stadt
Lünen[7]
- Stadt
Schwerte[8]
- Stadt
Selm[9]
- Kreisstadt
Unna[10]
- Stadt
Werne[11]

## Wappen ehemals selbstständiger Gemeinden

Stadtteil Altlünen der Stadt Lünen
Stadtteil Ergste der Stadt Schwerte
Stadtteil Hemmerde der Stadt Unna
Ortsteil Hengsen der Gemeinde Holzwickede
Stadtteil Methler der Stadt Kamen
Stadtteil Oberaden der Stadt Bergkamen
Ortsteil Opherdicke der Gemeinde Holzwickede
Stadtteil Rünthe der Stadt Bergkamen
Stadtteil Selm der Stadt Selm
Stadtteil Stockum der Stadt Werne
Stadtteil Südkamen der Stadt Kamen
Stadtteil Weddinghofen der Stadt Bergkamen
Stadtteil Westhofen der Stadt Schwerte
Stadtteil Westick der Stadt Kamen

## Wappen ehemaliger Ämter

Amt Bork
Amt Ergste
Amt Fröndenberg
Amt Herbern
Amt Pelkum
Amt Rhynern
Amt Unna-Kamen
Amt Westhofen (Westfalen)

## Blasonierungen
1. ↑  Kreiswappen: „ein wachsender roter Löwe auf goldenem Felde über rotsilbern (in drei Reihen) geschachtem Schildfuß“ (Hauptsatzung des Kreises Unna, Fassung vom 2. November 2020 (PDF; 716 KB), § 2).
2. ↑  Bergkamen: „In Gold sechs im Wechsel von Rot und Silber kranzförmig gestellte Sechsecke.“ (Hauptsatzung, § 2 (Seite nicht mehr abrufbar, festgestellt im April 2019. Suche in Webarchiven)  Info: Der Link wurde automatisch als defekt markiert. Bitte prüfe den Link gemäß Anleitung und entferne dann diesen Hinweis.; PDF; 51 kB)
3. ↑  Bönen: „In Gold sechs im Wechsel von Rot und Silber kranzförmig gestellte Sechsecke.“ (Hauptsatzung, § 2 (Memento des Originals vom 10. Januar 2016 im Internet Archive)  Info: Der Archivlink wurde automatisch eingesetzt und noch nicht geprüft. Bitte prüfe Original- und Archivlink gemäß Anleitung und entferne dann diesen Hinweis.; PDF; 78 kB)
4. ↑  Fröndenberg/Ruhr: „In Gold über in drei Reihen rot-silber geschachten Balken wachsend das Brustbild des heiligen Mauritius.“ (Hauptsatzung, § 2; PDF; 48 kB)
5. ↑  Holzwickede: „In Gold über dreireihig rot-silber geschachtem Schildfuß eine neunblättrige grüne Eiche.“ (Hauptsatzung, § 2 (Seite nicht mehr abrufbar, festgestellt im April 2019. Suche in Webarchiven)  Info: Der Link wurde automatisch als defekt markiert. Bitte prüfe den Link gemäß Anleitung und entferne dann diesen Hinweis.; PDF; 62 kB)
6. ↑  Kamen: „In Gold über in drei Reihen rot-silber geschachten Balken ein rotes Kammrad.“ (Hauptsatzung, § 2 (Seite nicht mehr abrufbar, festgestellt im April 2019. Suche in Webarchiven)  Info: Der Link wurde automatisch als defekt markiert. Bitte prüfe den Link gemäß Anleitung und entferne dann diesen Hinweis.; PDF; 398 kB)
7. ↑  Lünen: „In Gold ein nach rechts springender roter Löwe mit zweiendigem Schweif.“ (Hauptsatzung, § 2 (Memento des Originals vom 9. Dezember 2015 im Internet Archive)  Info: Der Archivlink wurde automatisch eingesetzt und noch nicht geprüft. Bitte prüfe Original- und Archivlink gemäß Anleitung und entferne dann diesen Hinweis.; PDF; 92 kB)
8. ↑  Schwerte: „In Rot zwei schräg gekreuzte gestürzte silberne Schwerter.“ (Hauptsatzung, § 2 (Memento des Originals vom 7. März 2016 im Internet Archive)  Info: Der Archivlink wurde automatisch eingesetzt und noch nicht geprüft. Bitte prüfe Original- und Archivlink gemäß Anleitung und entferne dann diesen Hinweis.; PDF; 82 kB)
9. ↑  Selm: „In Rot eine goldene Linde, darüber in goldenem Schildhaupt drei rote Rosen mit goldenen Butzen und grünen Kelchblättern.“ Hauptsatzung, § 2 (Seite nicht mehr abrufbar, festgestellt im April 2019. Suche in Webarchiven)  Info: Der Link wurde automatisch als defekt markiert. Bitte prüfe den Link gemäß Anleitung und entferne dann diesen Hinweis. (PDF; 45 kB)
10. ↑  Unna: „In Silber eine rote Stadtbefestigung, deren mittlerer, mit einem Spitzdach versehener Torturm seitlich durch Mauern und überdachte Wehrgänge mit zwei niedrigeren zinnengekrönten Türmen verbunden ist; das Obergeschoss des Torturms ist beiderseits mit je einer an roter Stange gehissten Fahne besteckt, die in Gold einen in drei Reihen vierfach rotsilbernen geschachten Balken zeigt.“ (Hauptsatzung, § 2; PDF; 41 kB)
11. ↑  Werne: „Ein roter Balken auf goldenem Feld.“ Das große Wappen der Stadt wird in der Hauptsatzung wie folgt beschrieben: Das Stadtwappen stellt St. Christophorus mit dem Jesusknaben auf der linken Schulter, in der rechten Hand den Eichenstamm haltend, vor sich der Schild der Stadt Werne mit rotem Balken auf goldenem Feld, dar. (Hauptsatzung, § 3 (Memento des Originals vom 4. März 2016 im Internet Archive)  Info: Der Archivlink wurde automatisch eingesetzt und noch nicht geprüft. Bitte prüfe Original- und Archivlink gemäß Anleitung und entferne dann diesen Hinweis.; PDF; 50 kB)